# Tenuipalpus menglunensis
Tenuipalpus menglunensis är en spindeldjursart som beskrevs av Yin och Xiaolong Cui 1996. Tenuipalpus menglunensis ingår i släktet Tenuipalpus och familjen Tenuipalpidae. Inga underarter finns listade i Catalogue of Life.